# Goudstreepsalamander
De goudstreepsalamander (Chioglossa lusitanica) is een salamander uit de familie echte salamanders (Salamandridae). De soort werd voor het eerst wetenschappelijk beschreven door José Vicente Barboza du Bocage in 1864. Het is de enige soort uit het geslacht Chioglossa.

## Uiterlijke kenmerken
De goudstreepsalamander bereikt een lichaamslengte van maximaal 16,7 centimeter inclusief staart. Deze soort wordt soms verward met de pyreneeënbeeksalamander (Euproctus asper), maar deze laatste soort heeft de bouw van de meeste watersalamanders en een wrattige huid, en een dunne groefachtige gele streep over het midden van de rug. De goudstreepsalamander is langwerpig en glad, en dankt de naam aan de geheel geeloranje bovenzijde, dus geen streep, de poten staan duidelijk uit elkaar, de staart is 1,5 keer zo lang als het lijf en de kop is relatief groot. Het lichaam is erg slank en fijngebouwd en de kleur is meestal roodbruin of donkerbruin tot zwart met op de rug vanaf de nek een brede meestal goudgele streep die soms ook roodoranje kan zijn. De gele kleur houdt na twee derde van de staart op en op de staartpunt zitten kleine vlekjes.

## Leefwijze
De goudstreepsalamander is een landbewoner die alleen eieren afzet in het water en de rest van het jaar op het land jaagt op kleine dieren als wormen en insecten en de larven. Het is een nachtactieve soort die overdag onder stenen, bladeren of mos zit verstopt en tijdens de schemering tevoorschijn komt.
De goudstreepsalamander kan een deel van de staart afwerpen, waarna deze weer grotendeels aangroeit, dit wordt ook wel autotomie of zelfamputatie genoemd. Vele andere soorten kennen regeneratie; zelfs als een poot wordt afgerukt groeit deze na enkele weken weer aan. De prooi wordt gevangen door deze met de lange tong te beschieten, net als een kameleon. Opmerkelijk is ook de snelheid van deze salamander, het dier kan verbazingwekkend hard rennen en doet niet onder voor een hagedis.

## Verspreiding en leefgebied
De soort komt voor in het Iberisch Schiereiland in noordwestelijk Spanje en noordelijk Portugal. De habitat bestaat uit stenige bergachtige gebieden tot van 1500 meter boven zeeniveau. De salamander heeft behoefte aan een vochtige omgeving en is meestal in de buurt van water te vinden.